# Kuyanawa
Kuyanawa (Cuianaua, Cuyanawa; pl. Cuianauas), pleme američkih Indijanaca porodice Panoan naseljeno nekada u  zapadnobrazilskoj državi Acre u regiji Taraucá. Kuyanawe su pripadali široj skupini Nukuini, i govorili su njihovim dijalektom. 